# Rauschpfeife
Il rauschpfeife è uno strumento musicale della famiglia dei legni nato nel XVI secolo. Si tratta di uno strumento ad ancia doppia e con canneggio conico, molto simile al cromorno ed alla cornamusa antica.

## Lo strumento
Il rauschpfeife differisce dal cromorno principalmente nella forma del corpo, che, come nella ciaramella, è conica. Di conseguenza lo strumento emette un suono estremamente forte, tale da renderlo adeguato per impressionare il nemico in battaglia.
La parola rauschpfeife, oltre a riferirsi ad uno specifico strumento a fiato, era in passato usata per indicare un legno in generale: ad esempio, un ordine per l'acquisto di strumenti, fatto dalla municipalità di Norimberga nel 1538, indicava la necessità di rauschpfeiffen, ma nel corpo dell'ordine erano elencati flauti dolci, cornetti, ciaramelle ed altri strumenti.
Come per molti strumenti di questo periodo e genere, la pratica filologica della musica antica ha permesso al rauschpfeife di essere riscoperto negli ultimi decenni; vengono infatti costruiti esemplari moderni suonati da estimatori della musica antica in tutto il mondo. Con lo stesso nome esiste anche un particolare registro dell'organo.